# Zhaoxin
Zhaoxin (англ. Shanghai Zhaoxin Semiconductor Co., Ltd. кит. упр. 兆芯, пиньинь Zhào xīn) — китайская компания-разработчик микропроцессоров, создана в 2013 году как совместное предприятие (СП) тайваньской VIA Technologies и шанхайского городского правительства. Штаб-квартира компании расположена в Шанхае.
Компания создает x86- и x86-64-совместимые процессоры, в основном для китайского рынка: задачей предприятия является снижение зависимости Китайской Народной Республики от иностранных технологий.

## История
Компания основана в 2013 году.
В 2019 году VIA Technologies разработан первый процессор в рамках СП Zhaoxin для потребительского сегмента — восьмиядерный KaiXian KX-U6780A с интегрированным графическим ядром. Производство по 16-нм техпроцессу осуществляет тайваньский контрактный производитель TSMC.
В 2020 году Zhaoxin объявила, что планирует выпустить отдельную видеокарту.

## Архитектура
Архитектура семейства процессоров ZX первоначально являлась продолжением разработки VIA Centaur Technology x86-64 Isaiah. Лицензия на процессорную архитектуру x86 компании Intel была получена VIA Technologies в результате покупки американской Cyrix в 1999 году, имевшей таковую.
ZX-A и ZX-B основаны на VIA Nano X2 C4350AL. 
ZX-B идентичен ZX-A, за исключением того, что он производится Shanghai Huali Microelectronics Corporation (HLMC).. 
ZX-C основан на VIA QuadCore-E & Eden X4, Zhaoxin называет эту архитектуру Zhangjiang, однако основой является архитектура VIA Isaiah 2. 
Как и процессоры VIA, ранние процессоры ZX припаивались на материнскую плату.
Zhaoxin привлекла внимание североамериканской и европейской технологической прессы когда в конце 2017 и начале 2018 года выпустила процессор ZX-D и раскрыла планы будущих продуктов. Zhaoxin называет архитектуру ZX-D Wudaokou, она представляла собой редизайн VIA Isaiah и отличалась от более ранней микроархитектуры ZhangJiang, которая была слегка модифицированной версией архитектуры VIA Technologies Centaur. WuDaoKou являтется новой полноценной разработкой SoC. Изменения включали интеграцию северного моста, как в современных системах x86, добавление китайских криптографических функций. Серия ZX-D также включала интегрированный графический процессор, основанный на технологии S3 Graphics (ранее принадлежавшей VIA).
Примерно в 2018 году от прежнего названия ZX отказались в пользу обозначения KX (KaiXian) для настольных процессоров и обозначения KH (KaisHeng) для серверных процессоров.
Преемник ZX-D, система на чипе KX-6000 (также называемая ZX-E), была продемонстрирована в сентябре 2018 года. Архитектура, являющаяся развитием архитектуры ZX-D, получила название Lujiazui и была официально запущена в 2019 году. В июне 2019 года сообщалось, что KX-6000 построен по 16-нм техпроцессу TSMC. Чип имеет совместимый с DirectX 11.1 iGPU. В 2022 году Zhaoxin добавила поддержку компилятора для ZX-E в библиотеку компиляторов GNU.
Преемник KX-6000, серия процессоров ZX-F или KX-7000, планировалась к выпуску в 2021 году. Однако по состоянию на март 2022 года не было ни запуска, ни каких-либо других объявлений о процессорах. Планируется, что чип будет выпущен по 7-нм техпроцессу с поддержкой DDR5.
| Семейство              | Ядро           | Год выпуска | Техпроцесс              | Количество ядер | Частота      | Расширения | Примечания                         |
| ---------------------- | -------------- | ----------- | ----------------------- | --------------- | ------------ | --- | ---------------------------------- |
| ZX-A                   | VIA Isaiah     | 2014        | 40 нм                   |                 | 533—1066 МГц | | На основе VIA Nano X2 C4350AL      |
| ZX-B                   | VIA Isaiah     | 2014—2015   | 40 нм                   |                 | 533—1066 МГц | | Идентичен ZX-A                     |
| ZX-C                   | Zhangjiang     | 2015        | 28 нм                   | 4               | 2 ГГц        | SSE4.2, AVX, SM3, SM4 в VIA PadLock | На основе VIA QuadCore-E и Eden X4 |
| ZX-C+                  | Zhangiang      | 2016        | 28 нм                   | 4/8             | 2 ГГц        | AVX2, AES-NI | TDP 35 W                           |
| ZX-D / KX-5000/ KH-20k | Wudaokou       | 2017        | 28 нм                   | 4/8             | 2 ГГц        | - Двухканальная DDR4 - PCI Express 3.0 - USB 3.1 (Gen 1 and 2) - USB 2.0 - SATA 3 - Система на кристалле (SoC) - Поддержка DirectX 11.1                                                 | Производится на TSMC               |
| ZX-E / KX-6000/ KH-30k | Lujiazui       | 2019        | 16 нм                   | 8 (до 8)        | 3 ГГц (до 3) | - DDR4 - PCIe 3.0 - RDSEED, RDRAND, SHA, UMIP - Система на кристалле (SoC) - Отсутствуют HTT, AVX2, FMA                                                                                 |                                    |
| KX-6000G               | Lujiazui       | 2022        | 16 нм                   | 4               | до 3.3 ГГц   | - TDP до 30 Ватт - DDR-4 3200 до 64 ГБ - PCI-E 3.0 x16 - SSE 4.2, AVX - Встроенное графическое ядро C-1080: 4K, DirectX 12, OpenCL, OpenGL 4.6                                          |                                    |
| KH-40k                 | YongFeng       | 2022        | 16 нм                   | 12/16/32        | до 2,7 ГГц   | - Кэш L3: 2 МБ на ядро - DDR4-3200 ECC до 8 каналов - PCIe 3.0 x64—x128 - SSE4.2, AVX, AVX2 - Аппаратный ускоритель SHA-1/SHA-256/SM2/SM3/SM4 - Виртуализация VT-d и I/O                |                                    |
| ZX-F / KX-7000         | Century Avenue | 2023        | 7 нм (предположительно) | до 8            | до 3,7 ГГц   | - Совместимость с LGA 1700 - Кэш L2: 4 МБ / Кэш L3: 32 МБ - DDR5-4800 - PCIe 4.0 x24 - VT-x/SSE4.2/AVX/AVX2/BT-d 2.5 - Встроенное графическое ядро C-1190: DX12, OpenCL 1.2, OpenGL 4.6 | Производится на SMIC               |

## Использование
Процессоры Zhaoxin в основном использовались в ноутбуках, произведённых в Китае;
так, поставки ноутбуков и мини-компьютеров на 4-ядерном процессоре X-86KX-6640MA (встроенная видеоподсистема C-960) начались в I квартале 2023 г.

## Производительность
Процессор Zhaoxin ZX-C + 4701 попал в обзоры в 2020 году и показал значительно худшую производительность по сравнению с довольно старыми процессорами Intel (i5 2500K) и AMD (Athlon 3000G). 
Было отмечено, что ZX-D обладает примерно такой же производительностью, как процессоры Intel Silvermont (Avoton), которые были выпущены в 2013 г.
Сообщается, что производительность ZX-E / KX-6000 увеличилась на 50 % по сравнению с KX-5000 и сопоставима с производительностью процессора Intel i5 Core 7-го поколения 2016 года, а именно Core i5-7400. 
8-ядерный ZX-E U6780A попал в обзор Linus Tech Tips в августе 2020 года и был оценен как немного более медленный, чем четырёхъядерный процессор Intel i5 3-го поколения (первоначально выпущенный в 2012-2013 годах), в тестах Cinebench. Производительность в играх оказалась низкой, в то время как сама машина по стандартам 2020 года получалась дорогой. Tom's Hardware также выпустил обзор U6780A в 2020 году и сообщил о низкой производительности в играх.
Модель Zhaoxin KX-6640MA (4-ядерный, 2,2-2,6 ГГц, 16-нм, поддержка PCIe 3.0 и DDR4; нижний в линейки чипов), по тесту сравним с AMD FX 4100, вышедшим в 2011 г. Более продвинутый процессор в линейке — KX-7000 (линейка должна была появиться в 2019 году, но из-за пандемии, дефицита компонентов и торговых конфликтов произошла задержка и была выпущена осенью 2021 года).
Гибридный процессор (со встроенной графикой, APU) KX-6000G  2022 года (использует встроенный графический процессор ZX C1080, дизайн чипа очень похожи на APU AMD Ryzen для настольных ПК) показал скорость на уровне видеокарты NVIDIA 2012 года (GT 630).
Целью серии ZX-F является достижение паритета производительности с процессорами Ryzen серии 2018 года (то есть микроархитектурой AMD Zen+, предшественницей AMD Zen 2).